# Akademikerförbundet SSR
Akademikerförbundet SSR, tidigare Sveriges socionomers riksförbund (1958–1993), är ett fackligt yrkesförbund för beteendevetare, ekonomer, personalvetare, socionomer, folkhälsovetare och andra samhällsvetare. De är alla akademiker och arbetar i såväl offentlig som privat sektor. Många är också egenföretagare eller chefer. Majoriteten av medlemmarna är anställda i offentlig sektor, men förbundet växer mest i privat sektor. Runt 80 procent är kvinnor. Cirka 20 procent av medlemskåren är studenter.
Akademikerförbundet SSR är det fjärde största förbundet inom Saco. Förbundet är partipolitiskt obundet men tar ställning i de frågor som rör medlemmarnas anställning, arbetsmarknad, möjligheter till utbildning och professionell yrkesutövning. Förbundet hade 2025 över 80 000 medlemmar.. Akademikerförbundet SSR är det enda fackförbund som växt oavbrutet varje år sedan förbundet bildades.
Akademikerförbundet SSR hette från början Sveriges socionomers riksförbund (SSR), som bildades den 19 oktober 1958 genom en utbrytning ur Sveriges kommunaltjänstemannaförbund (SKTF). Förbundet organiserade då huvudsakligen socionomer men har sedan dess vuxit till ett samhällsvetarförbund och därmed breddat sin rekrytering till betydligt fler yrkesgrupper. SSR bytte 1993 namn till det nuvarande, Akademikerförbundet SSR.
Förbundets vision uttrycks i förbundets värdegrund som "ett samhälle och ett arbetsliv som tillvaratar, utvecklar och värderar akademisk kompetens".
Ordförande i Akademikerförbundet SSR är sedan maj 2012 Heike Erkers.

## Villkor för medlemskap
Den som har examen från eller studerar på en utbildning som ger minst 180 högskolepoäng (120 gamla poäng) inom beteendevetenskap, ekonomi, folkhälsovetenskap, personalvetenskap, samhällsvetenskap, socialt arbete, sociologi, statsvetenskap eller annat samhällsvetenskapligt ämne är välkommen som medlem i Akademikerförbundet SSR.

## Svensk Chefsförening
Svensk Chefsförening är Akademikerförbundet SSR:s förening för chefer. Svensk Chefsförenings syfte är att vara ett forum för kompetensutveckling, att främja erfarenhetsutbyte och yrkesgemenskap, att arrangera seminarier och konferenser samt att följa och stimulera forskning och delta i den offentliga debatten i ledarskapsfrågor. Svensk Chefsförening ger medlemmarna rådgivning och förhandlingsstöd i frågor som rör chefskapet, personliga avtal, löner och förhandlingar.
Svensk Chefsförening är en självständig förening med egen styrelse och egna stadgar inom Akademikerförbundet SSR och har närmare 11 000 medlemmar.

## Ordförande
- Ragnar Linnér (1958–1961)
- Arne Landelius (1961–1963)
- Karl-Lennart Skagemark (1963–1967)
- Arne Bufvers (1967–1972)
- Nils Pårud (1972–1976)
- Bengt-Ove Moberg (1976–1979)
- Kent Christensson (1979–1987)
- Roland Larsson (1987–1990)
- Agneta Bygdell (1990–2000)
- Ulph Holmgren (2000–2001)
- Agneta Johansson (tillförordnad, mars 2001)
- Christin Johansson (2001–2012)
- Heike Erkers (2012–)